# 夕照寺街
夕照寺街，是北京市东城区东南部的一条南北向大街。

## 简介
夕照寺街北起广渠门内大街（北口位于广渠门铁路桥西侧），南至龙潭路。长1280米，宽13米。因夕照寺中街上的夕照寺而得名。此街1950年代初改称夕照寺街。1965年将板厂红楼、吕家窑、五里屯并入。1967年更名为光明路。1977年恢复原名夕照寺街。
夕照寺街东侧、光明路以北，有板厂新里、板厂南里。板厂新里在板厂南里以北，明朝称板桥，因为有木板桥而得名，明朝《京城五城坊巷胡同集》有吉祥寺板厂，当指其附近有吉祥寺。清朝《京师坊巷志稿》记作“板厂”。1932年《北京地名典》记作“板厂新里，外三，东至城根，西通夕照寺”。《旧北京一九四九年城区图》中也记作板厂新里。中华民国时期前后，此处多为菜地和坟地，1950年代兴建了许多排房。1965年将板厂、板厂新里新房并入，统称为板厂新里。
板厂南里旧称“拈花寺”，因为有佛寺拈花寺而得名。1970年代，该寺全部拆除，原址兴建拈花寺小学的校舍，拈花寺小学后更名为板厂小学。拈花寺附近原来有同仁堂的养鹿场，名为“鹿圈”。后来鹿圈迁址，在原址兴建了京纶织布厂。原拈花寺附近的农田、坟地及葡萄园先后改建为工厂及居民楼，形成了居民区，称板厂南里。
1998年初，北京市兴隆房地产开发公司启动了夕照寺危旧房改造的绿景苑小区。一年以后，绿景苑一期工程两栋新楼完工，小区内有30％的整体绿化。此后，该公司又建设了绿景苑二期工程。绿景苑位于夕照寺街西侧，夕照寺中街南侧。
2007年初，中国足球协会从原先龙潭路的办公地点迁到了夕照寺街东侧的东玖大厦。